# 德明冰川
72°0′S 168°30′E / 72.000°S 168.500°E
德明冰川是南極洲的冰川，位於維多利亞地的博克格雷溫克海岸，最終注入戰艦冰川，美國地質調查局根據測量和該國海軍的空中照片繪入地圖。